# Microchthonius tragurion
Espèce
Microchthonius tragurion est une espèce de pseudoscorpions de la famille des Chthoniidae.

## Distribution
Cette espèce est endémique de Croatie. Elle se rencontre dans la grotte Jama kod Gomilje à Blizna Donja.

## Description
Le mâle holotype mesure 1,02 mm et la femelle paratype 1,19 mm.

## Étymologie
Son nom d'espèce lui a été donné en référence au lieu de sa découverte, Tragurion, le nom grec de Trogir.

## Publication originale
- Ćurčić, Rađa, Dimitrijević, Ćurčić, Ćurčić & Makarov, 2013 : A new cave pseudoscorpion from Dalmatia – Microchthonius tragurion n. sp. (Chthoniidae, Pseudoscorpiones). Archives of Biological Science, Belgrade, vol. 65, no 3, p. 1253-1259.